# Кудренко, Игорь Николаевич
Игорь Николаевич Кудренко (13 ноября 1978) — киргизский футболист, защитник; тренер. Выступал за национальную сборную Кыргызстана. Лучший футболист Кыргызстана 1999 года.

## Клубная карьера
Начал выступать во взрослых соревнованиях в 1994 году в составе бишкекской «Алги». В 1996 году перешёл в бишкекское «Динамо», с которым стал трёхкратным чемпионом Кыргызстана (1997, 1998, 1999). По итогам сезона 1999 года был признан лучшим футболистом страны.
С 2000 года выступал в Казахстане за клубы высшего дивизиона — «ЦСКА-Кайрат», «Кайрат», «Восток», «Жетысу», «Есиль» (Кокчетав). Всего в высшей лиге Казахстана сыграл 96 матчей и забил 2 гола. Обладатель Кубка Казахстана 2001 года в составе «Кайрата». За время выступлений в Казахстане получил гражданство этой страны.
В 2004 и 2006—2009 годах играл за киргизский клуб «Дордой-Динамо», стал неоднократным чемпионом и обладателем Кубка Кыргызстана. В 2014—2015 годах включался в заявку «Алги».

## Карьера в сборной
Дебютный матч за национальную сборную Кыргызстана сыграл 25 мая 2000 года против Ливана. Первый гол забил в своём четвёртом матче, 30 января 2001 года в ворота Таиланда. Всего в 2000—2008 годах принял участие в 25 матчах и забил один гол.
В составе олимпийской сборной Кыргызстана принимал участие в Азиатских играх 2006 года в Катаре в качестве одного из трёх игроков старше 23-х лет.

## Тренерская карьера
С 2010 года работал в тренерских штабах «Дордоя-2» и «Алги». С 2014 года входит в тренерский штаб сборной Кыргызстана, работал помощником главного тренера, техническим и спортивным директором. В 2016 году ассистировал Мирлану Эшенову в молодёжной сборной.
С 2017 года возглавлял олимпийскую (до 23 лет) сборную Кыргызстана. На Азиатских играх 2018 года в Индонезии команда под его руководством набрала одно очко в трёх матчах и не вышла из группы.
По состоянию на 2018 год также работал помощником тренера «Дордоя».

## Личная жизнь
Женат, двое детей.